# Jordemodern

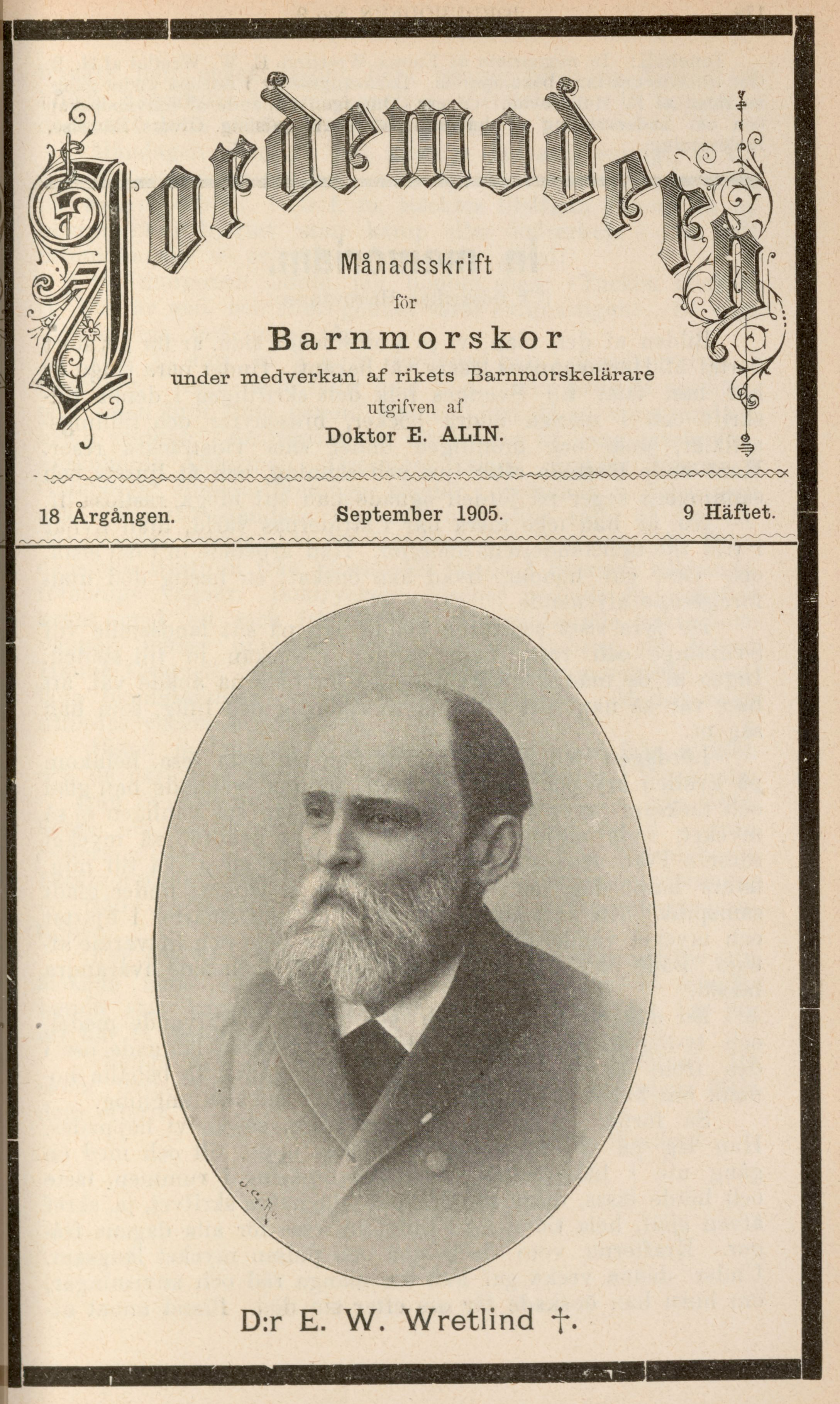
Jordemodern. Omslag 1905, nr. 9 där grundaren Wretlind kondoleras.

Jordemodern var vid grundandet 1886 av Wilhelm Wretlind den första svenska facktidskriften för barnmorskor. 
Den utges fortfarande av Svenska barnmorskeförbundet och når ut till medlemmar i Barnmorskeförbundet samt till prenumeranter, bibliotek, högskolor, kliniker och andra aktörer inom vården för kvinnors hälsa i Sverige och Norden.